# Championnat des Flandres 1990
La 75e édition du Championnat des Flandres (en néerlandais Kampioenschap van Vlaanderen 1990) a eu lieu le 7 septembre 1990. La course a été remportée par le Belge Hendrik Redant (Lotto-Super Club).

## Monument
Un monument a été édifié près de l'église Saint-Martin pour commémorer cette 75e édition et inauguré le 25 août. Vingt-cinq ans plus tard, un second monument a été créé pour commémorer la 100e édition. 

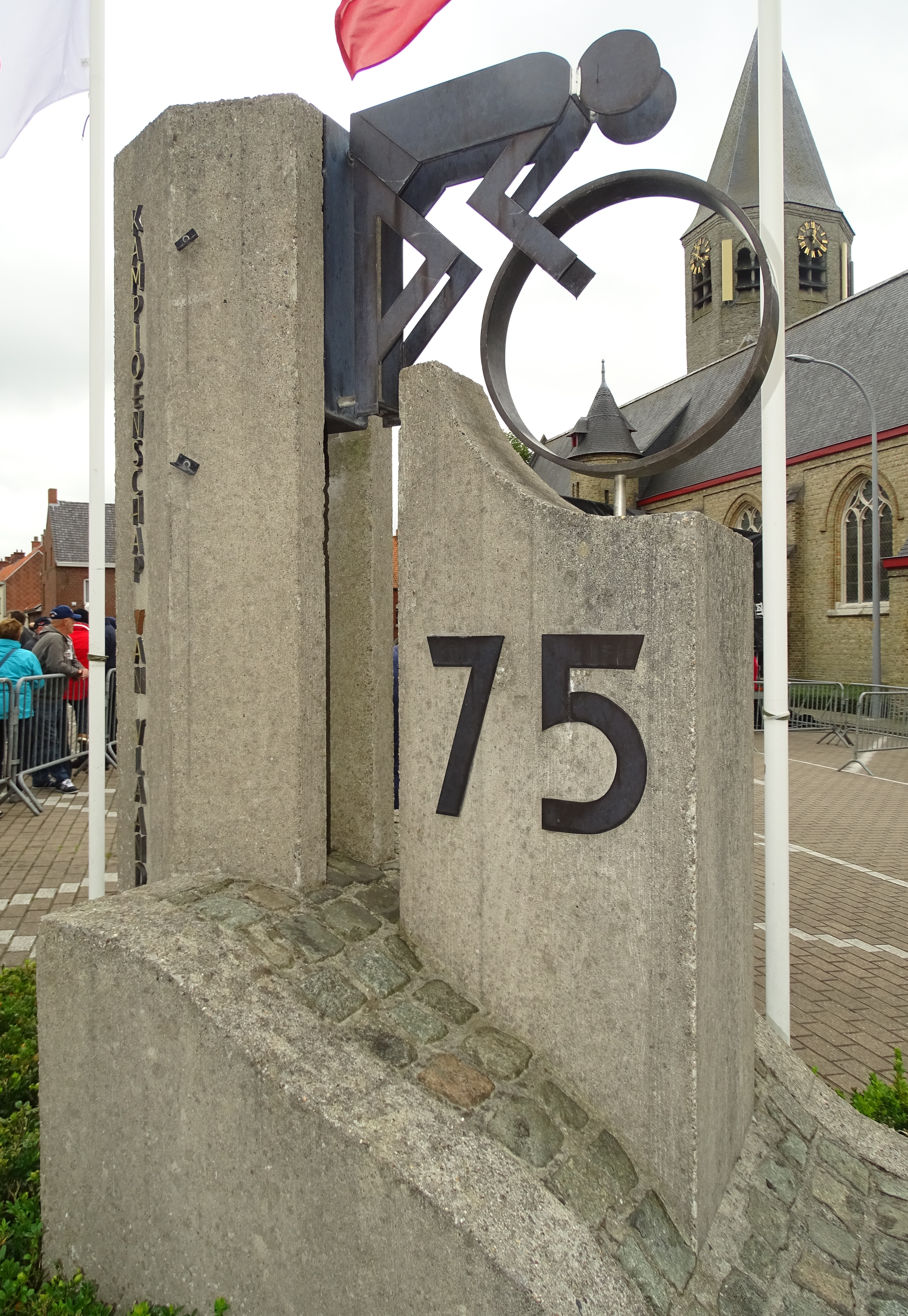
Monument édifié en 1990, vu lors de l'édition 2015 où un monument a été édifié pour la 100e édition.
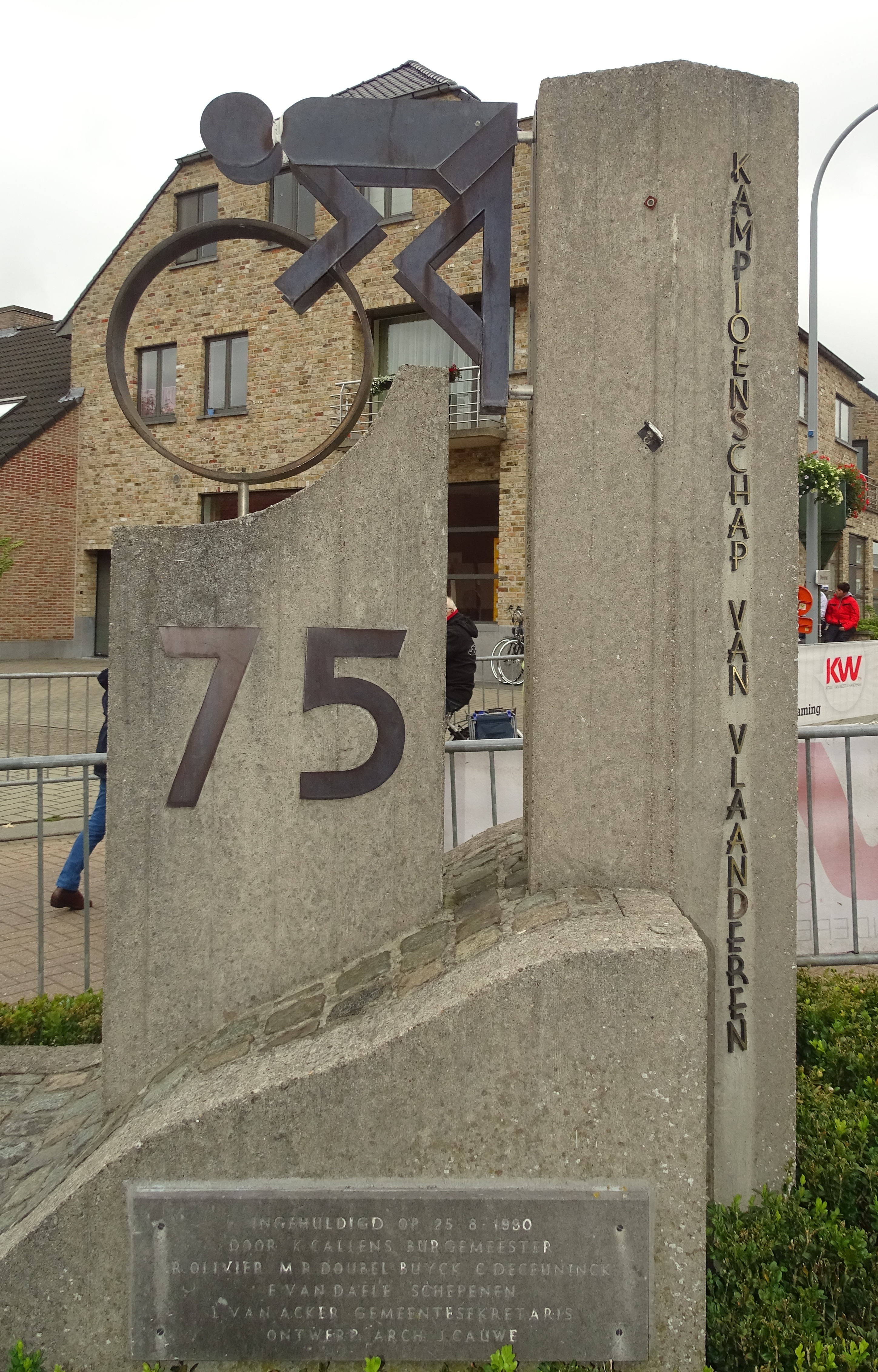
La face comportant la plaque.
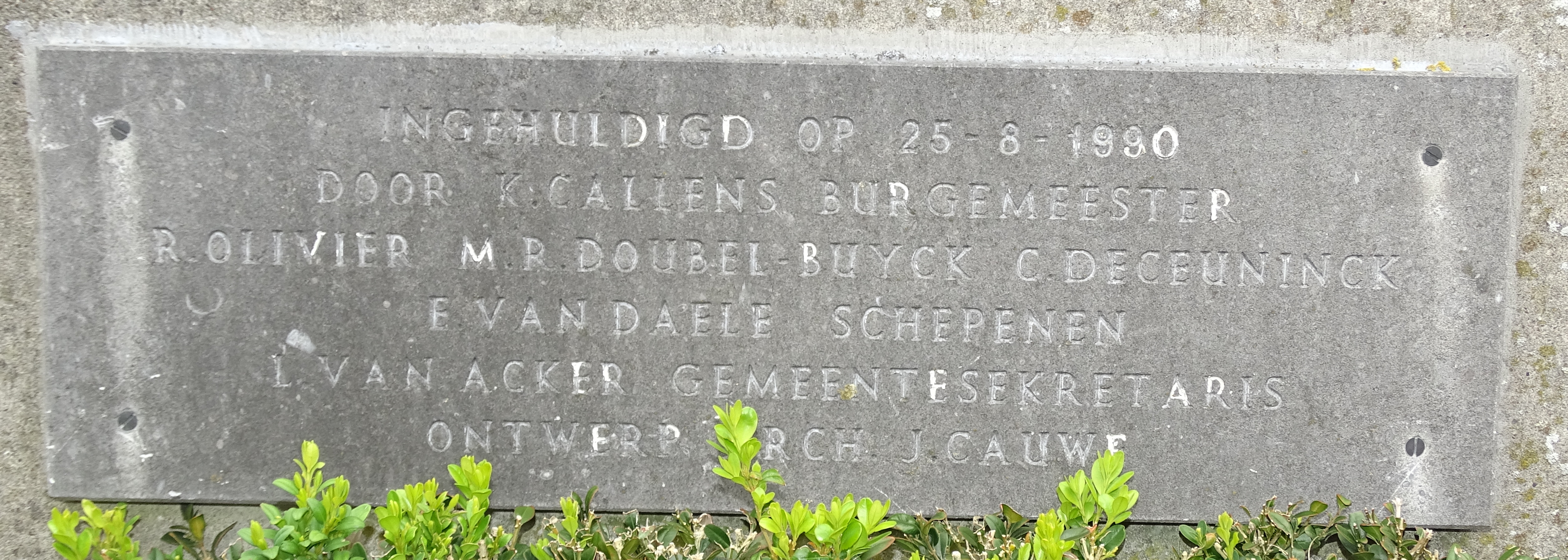
Plaque commémorative.

## Classement final
La course a été remportée par le Belge Hendrik Redant (Lotto-Super Club).
| \| Classement général \| Classement général \| Classement général \| Classement général \| Classement général \| \| Coureur \| Coureur \| Pays \| Équipe \| Temps \| \| ------------------ \| ------------------ \| ------------------ \| ------------------ \| ------------------ \| \| 1er \| Hendrik Redant \| Belgique \| Lotto-Super Club \| 4 h 25 min 00 s \| \| 2e \| Wilfried Peeters \| Belgique \| Histor-Sigma \| + 1 min 04 s \| \| 3e \| Dirk Demol \| Belgique \| Lotto-Super Club \| + \| \| 4e \| Luc Govaerts \| Belgique \| \| + \| \| 5e \| Henri Dorgelo \| Pays-Bas \| IOC-Tulip-Rossin \| + \| \| 6e \| Ludwig Willems \| Belgique \| \| + \| \| 7e \| Chris Scharmin \| Belgique \| La William-Saltos \| + \| \| 8e \| Frank Hoste \| Belgique \| IOC-Tulip-Rossin \| + \| |                  |          |                   |                 |
| |                  |          |                   |                 |
| Sources : ProCyclingStats Cycling Archives |                  |          |                   |                 |
| Classement général |                  |          |                   |                 |
| Coureur | Coureur          | Pays     | Équipe            | Temps           |
| 1er | Hendrik Redant   | Belgique | Lotto-Super Club  | 4 h 25 min 00 s |
| 2e | Wilfried Peeters | Belgique | Histor-Sigma      | + 1 min 04 s    |
| 3e | Dirk Demol       | Belgique | Lotto-Super Club  | +               |
| 4e | Luc Govaerts     | Belgique |                   | +               |
| 5e | Henri Dorgelo    | Pays-Bas | IOC-Tulip-Rossin  | +               |
| 6e | Ludwig Willems   | Belgique |                   | +               |
| 7e | Chris Scharmin   | Belgique | La William-Saltos | +               |
| 8e | Frank Hoste      | Belgique | IOC-Tulip-Rossin  | +               |